# Olchowo (Kętrzyn)
Olchowo (deutsch Erlenhof) ist ein Ort in der polnischen Woiwodschaft Ermland-Masuren. Er gehört zur Gmina Kętrzyn (Landgemeinde Rastenburg) im Powiat Kętrzyński (Kreis Rastenburg).

## Geographische Lage
Olchowo liegt in der nördlichen Mitte der Woiwodschaft Ermland-Masuren, fünf Kilometer nordwestlich der Kreisstadt Kętrzyn (deutsch Rastenburg).

## Geschichte
Der kleine Ort Erlenhof, bestehend aus einem großen Hof, hieß noch bis zum 9. Dezember 1860 „Abbau Wiedenhoff“. Er war bis 1945 ein Wohnplatz innerhalb der Gemeinde Groß Galbuhnen (polnisch Gałwuny). Im Jahre 1885 zählte Erlenhof 89 Einwohner, im Jahre 1905 waren es 113.
Als 1945 das gesamte südliche Ostpreußen in Kriegsfolge an Polen fiel, erhielt Erlenhof die polnische Namensform „Olchowo“ und ist heute in die Landgemeinde Kętrzyn (Rastenburg) im Powiat Kętrzyński (Kreis Rastenburg) eingegliedert, von 1975 bis 1998 der Woiwodschaft Olsztyn, seither der Woiwodschaft Ermland-Masuren zugehörig.

## Kirche
Bis 1945 war Erlenhof in die evangelische Pfarrkirche Rastenburg in der Kirchenprovinz Ostpreußen der Kirche der Altpreußischen Union, außerdem in die römisch-katholische Kirche Heiligelinde (polnisch Święta Lipka) im Bistum Ermland eingepfarrt.
Heute gehört Olchowo katholischerseits zur Pfarrei in Garbno (Lamgarben) im Erzbistum Ermland und evangelischerseits zur Johanneskirche Kętrzyn in der Diözese Masuren der Evangelisch-Augsburgischen Kirche in Polen.

## Verkehr
Olchowo liegt nördlich einer Nebenstraße, die bei Gałwuny (Groß Galbuhnen) von der polnischen Woiwodschaftsstraße 592 (frühere deutsche Reichsstraße 135) abzweigt und über Kaskajmy (Groß Köskeim) nach Borki (Borken) führt. Eine Bahnanbindung besteht nicht.